# Гемимонт

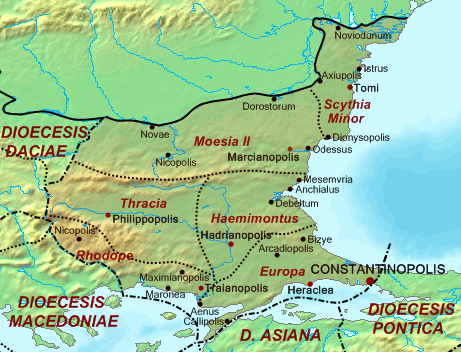
Гемимонт и соседние провинции

Гемимонт (лат. Haemimontus) — поздняя римская и ранняя византийская провинция.
Провинция Гемимонт была организована в 294 году императором Диоклетианом в результате административных реформ и была выделена из бывшей провинции Фракии. Гемимонт входил в состав Фракийского диоцеза и преторианской префектуры Востока. Гемимонт управлялся президом. Провинция охватывала восточную часть современной Верхнефракийской низменности и часть современных северной Турции и Греции. Соседними провинциями были на северо-западе Мезия Вторая, Фракия на западе, Родопы на юго-западе и на юге Европа. На востоке Гемимонт граничил с Чёрным морем.
Горный хребет Гем (др.-греч. Αἶμος, лат. Haemus, ныне — Стара-Планина) с окружающими областями  иногда назывался  Гемимонтом (Haemimontium, уИордана Emimontium). По Овидию в горы в наказание богами был превращён мифологический царь Фракии Гем.
Аммиан Марцеллин сообщил, что в Гемимонте есть большие города (magnae civitates): Адрианополь, который прежде назывался Ускудама, и Анхиал.
Главным город провинции был Адрианополь, другими важными городами были Анхиал, Девельт, Аква Калида, Месемврия и Августа Траяна. Вдоль морского побережья города связаны римской дорогой «Via Pontica». Другой дорогой была «Via Militaris» и она шла к востоку от города Акве Калиде, Девельта и Чёрного моря на север через Балканы в Маркианополь и Никополь-на-Истре. В VII веке на месте провинции была основана фема Фракия.